# Norman Annesley Coxwell-Rogers
Norman Annesley Coxwell-Rogers, britanski general, * 1896, † 1985.